# باول كروذر
باول كروذر (بالإنجليزية: Paul Crowther)‏ هو فيلسوف أيرلندي، ولد في 24 أغسطس 1953.